# Дэвис, Джон Александр
Джон Алекса́ндр Дэ́вис (англ. John Alexander Davis; род. 26 октября 1961, Даллас) — американский аниматор, продюсер, сценарист, композитор, режиссёр, актёр озвучивания. Известен работами в кукольной и компьютерной анимации, создатель мультсериала «Приключения Джимми Нейтрона, мальчика-гения».

## Биография
Джон Александр Дэвис родился 26 октября 1961 года в Далласе. Окончил среднюю школу Лейк-Хайлендс; в 1984 году окончил Южный методистский университет.
Дэвис начал проявлять интерес к анимации в детстве, используя камеру 8-мм киноплёнки родителей, анимируя свои фигурки. Зарождению интереса к анимации поспособствовал анимационный фильм «Icharus», который Джон посмотрел на кинофестивале.

### Карьера
После окончания университета Дэвис устроился в местную анимационную компанию «K&H Productions», познакомившись там с рисованным мультипликатором Китом Алкорном. «K&H Productions» занималась производством рекламных роликов, телевизионной анимацией в сфере кабельного телевидения и кинофестивалями. Однако в начале 1987 года компания объявила о банкротстве, в результате чего Джон и Кит основали собственную студию «DNA Productions».
В 1980-х у Джона родилась идея создать Джимми Нейтрона, написав сценарий «Runaway Rocketboy», который был позже заброшен. Однако в начале 90-х, во время переезда, Дэвис нашёл старый сценарий и переписал его — создалась короткометражка «Джонни Квазар», которая была представлена на SIGGRAPH, где Джон познакомился со Стивом Одекерком. После данный проект был представлен Nickelodeon, что после создало фильм, а затем полноценный мультсериал.
Позже в 2006 году Дэвис совместно с Томом Хэнксом создал фильм «Гроза муравьёв». Однако низкие кассовые сборы фильма привели к банкротству анимационной компании «DNA Productions», что сказалось на отмене четвёртого сезона Джимми Нейтрона.
В 2010 году Джон создал вместе с Китом Алкорном и Стивом Одекерком, «Планету Шина», спин-офф Джимми Нейтрона, где Дэвис выполнял, в основном, консультативную роль. В это же время Дэвис был поставлен на должность режиссёра фильма «Warner Bros.» про Neopets вместе со сценаристами Диланом Селлерсом и Робом Либером, который изначально был запланирован на 2011—2012 год, но после был отменён.

### Астрография
С 2007 года Дэвис стал признанным астрофотографом, публикуя в астрономических журналах и на сайте NASA «Astronomy Picture of the Day» с высоким разрешением. В 2009 году Джон основал коллектив APSIG (англ. Astrophotography Special Interest Group; с англ. — «Астрофотографическая Специальная Группа Интересов»), тесно связанную с Техасским астрономическом обществом в Далласе.

## Фильмография
| Год        | Название                                           | Примечания                                                                       |
| ---------- | -------------------------------------------------- | -------------------------------------------------------------------------------- |
| 1981       | Bermuda Triangle                                   | Режиссёр, аниматор                                                               |
| 1984       | Blood Sucker from Outer Space                      | Спецэффекты                                                                      |
| 1990       | Macon County War                                   | Композитор                                                                       |
| 1992       | Nanna & Lil' Puss Puss in 'Down Beat Dowager'      | Технический ассистент                                                            |
| 1993       | Basic Values: Sex, Shock & Censorship in the 1990s | Композитор                                                                       |
| 1995; 1997 | Джонни Квазар                                      | Режиссёр, сценарист, аниматор                                                    |
| 1997       | Санта против Снеговика                             | Режиссёр, сценарист, продюсер, аниматор                                          |
| 1997—1998  | Cartoon Sushi                                      | Технический режиссёр, звуковик                                                   |
| 1998       | Runaway Rocketboy!                                 | Режиссёр, продюсер, сценарист, аниматор                                          |
| 1999       | Олайв                                              | Анимационный режиссёр, исполнительный продюсер                                   |
| 2001       | Джимми Нейтрон, вундеркинд                         | Режиссёр, сценарист, продюсер, анимационный режиссёр                             |
| 2002       | Санта против Снеговика в 3D                        | Режиссёр, продюсер, сценарист, главный аниматор                                  |
| 2002—2006  | Приключения Джимми Нейтрона, мальчика-гения        | Создатель, продюсер, сценарист                                                   |
| 2004       | Джимми и Тимми: Мощь времени                       | Создатель, продюсер                                                              |
| 2006       | Гроза муравьёв                                     | Режиссёр, продюсер, сценарист                                                    |
| 2009       | The Nature Place                                   | Режиссёр                                                                         |
| 2010—2013  | Планета Шина                                       | Соавтор, креативный консультант; Основан на персонажах, созданных Джоном Дэвисом |
| 2012       | The Lost Tomb: A Neopets Adventure (отменён)       | Режиссёр, сопродюсер                                                             |
| 2014       | Ring-Co (отменён)                                  | Режиссёр, сценарист, продюсер                                                    |
| 2016       | Smart (отменён)                                    | Режиссёр                                                                         |
| 2018       | Year 3000                                          | Аниматор                                                                         |
| 2019       | Ziley and the Crew                                 | Сценарист                                                                        |

### Актёр озвучивания
- 1992: The Tale of Nippoless Nippleby — Нипполесс Нипплби, Типпи, огр № 2
- 1992: Nanna & Lil' Puss Puss in 'Wipe Out' — ребёнок
- 1993: Nanna & Lil' Puss Puss in 'Who Calcutta the Cheese' — человек с Урана
- 1994: Nanna & Lil' Puss Puss in 'The Honeymoonies' — Ральф
- 2001: Джимми Нейтрон, вундеркинд — Бенни, охранник, ребёнок-октопук
- 2006: Гроза муравьёв — муравей № 19